# Новопавловка (Кашарский район)
Новопа́вловка — село в Кашарском районе Ростовской области.
Входит в состав Кашарского сельского поселения.

## География

### Улицы
- ул. Зеленая,
- ул. Комсомольская,
- ул. Октябрьская,
- ул. Степная,
- ул. Южная.

## Население
| 2010 |
| ---- |
| 457  |

### Известные люди
В селе родился Герой Социалистического Труда Иван Ситников.